# Kolosztrum
A kolosztrum vagy előtej a tej egy fajtája, amit az emlősők emlőmirigyei állítanak elő a terhesség késői szakaszában, valamint a szülés utáni néhány órában. 
Az emberi kolosztrum sűrű és sárgás. Magas szénhidrát, fehérje és antitest tartalmú, zsírtartalma alacsony, mert az újszülöttek azt nehezen emésztik. Az újszülötteknek igen kis emésztőrendszerük van, ezért a kolosztrum a tápanyagait koncentráltan és kis térfogatban tartalmazza. Enyhe hashajtó hatása van, ami elősegíti az újszülött első székletét (mekónium vagy magzatszurok); ez az újszülött szervezetét megtisztítja a bilirubintól – az elpusztult vörösvértestekből álló salakanyagtól – és így segít megelőzni a sárgaság kialakulását.
A kolosztrum nagy mennyiségű antitestet tartalmaz (IgA), ami segít megvédeni az újszülött torok-, tüdő- és bélrendszer-nyálkahártyáit. Fehérvérsejtek is nagy számban találhatóak benne, ezek kezdik meg az újszülött vírusoktól és baktériumoktól való védelmét. A kolosztrum telepíti az emésztőrendszer hasznos baktériumait is.
A szarvasmarha-kolosztrumot néha táplálékkiegészítőként használják. Elnevezései még a fecstej illetve föcstej.